# Colletes obscurus
Colletes obscurus là một loài Hymenoptera trong họ Colletidae. Loài này được Friese mô tả khoa học năm 1925.
Loài này phân bố ở Zimbabwe.